# 212-я смешанная авиационная дивизия
 212-я смешанная авиационная дивизия (212-я сад) — воинское соединение Вооружённых Сил СССР в Великой Отечественной войне.

## История наименований
- ВВС 30-й армии
- 212-я смешанная авиационная дивизия
- 256-я истребительная авиационная дивизия
- 256-я Киевская истребительная авиационная дивизия
- 256-я Киевская Краснознамённая истребительная авиационная дивизия
- 256-я Киевская Краснознамённая ордена Суворова II степени истребительная авиационная дивизия
- 256-я Киевская Краснознамённая орденов Суворова и Богдана Хмельницкого II степени истребительная авиационная дивизия
- Полевая почта 55677

## Формирование

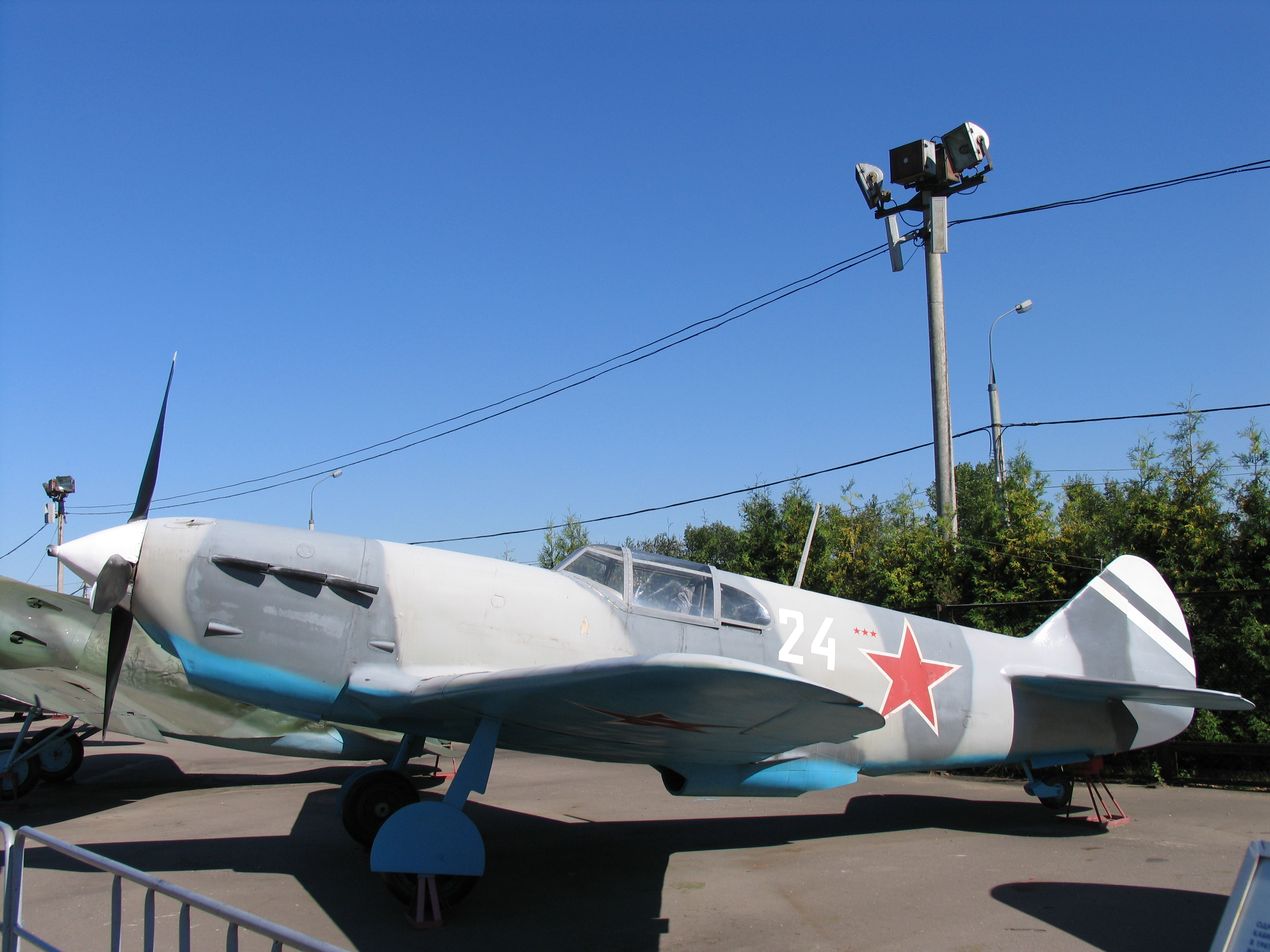
ЛаГГ-3

212-я смешанная авиационная дивизия образована переформированием 10 мая 1942 года ВВС 30-й армии на основании Приказа НКО СССР.

## Переформирование
212-я смешанная авиационная дивизия была переформирована 14 июня 1942 года Приказом НКО СССР в 256-ю истребительную авиационную дивизию.

## В действующей армии
В составе действующей армии:
- с 10 мая 1942 года по 16 июня 1942 года

## В составе объединений
| Дата          | Фронт (округ)     | Армия               | Корпус |
| ------------- | ----------------- | ------------------- | ------ |
| 10.05.1942 г. | Калининский фронт | ВВС фронта          | -      |
| 15.05.1942 г. | Калининский фронт | 3-я воздушная армия | -      |
| 14.06.1942 г. | Калининский фронт | 3-я воздушная армия | -      |

## Части и отдельные подразделения дивизии
За весь период своего существования боевой состав дивизии претерпевал изменения, в различное время в её состав входили полки:
| Период                        | Части                                 |
| ----------------------------- | ------------------------------------- |
| 15.05.1942 г. — 14.06.1942 г. | 728-й истребительный авиационный полк |
| 15.05.1942 г. — 14.06.1942 г. | 193-й истребительный авиационный полк |

## Командир дивизии
| Звание    | Имя                      | Период                  | Примечание |
| --------- | ------------------------ | ----------------------- | ---------- |
| Полковник | Белов Николай Георгиевич | 10.05.1942 — 16.06.1942 |            |

## Участие в сражениях и битвах
- авиационная поддержка войск Калининского фронта

## Литература

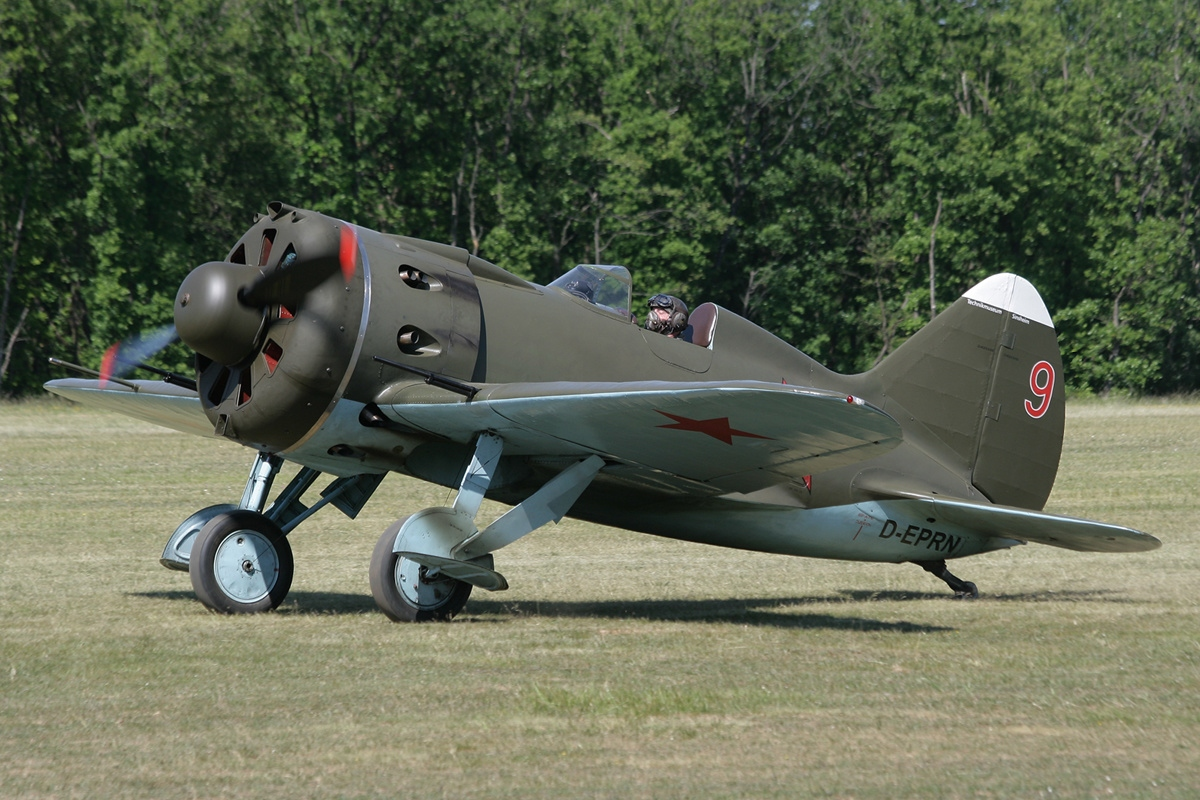
Самолёт И-16